# Poecilobrium chalybaeum
Poecilobrium chalybaeum är en skalbaggsart som först beskrevs av Leconte 1873.  Poecilobrium chalybaeum ingår i släktet Poecilobrium och familjen långhorningar. Inga underarter finns listade i Catalogue of Life.